# بونجشکی
بونجشکی (به لهستانی:  Błędziszki) یک روستا در لهستان است که در گمینا دوبنگنکی واقع شده‌است. بونجشکی ۳۲ نفر جمعیت دارد.